# Psychotria argantha
Psychotria argantha är en måreväxtart som beskrevs av Albert Charles Smith. Psychotria argantha ingår i släktet Psychotria och familjen måreväxter. Inga underarter finns listade i Catalogue of Life.